# Kunsia tomentosus
Kunsia tomentosus (Lichtenstein, 1830) è un roditore della famiglia dei Cricetidi, unica specie del genere Kunsia (Hershkovitz, 1966), diffuso nell'America meridionale.

## Etimologia
Il genere è stato dedicato allo zoologo statunitense Merle Lee Kuns.

## Descrizione

### Dimensioni
Roditore di grandi dimensioni, con la lunghezza della testa e del corpo tra 224 e 247 mm, la lunghezza della coda tra 168 e 171 mm, la lunghezza del piede tra 49 e 50 mm, la lunghezza delle orecchie tra 30 e 32 mm e un peso fino a 510 g. È il più grande sigmodontino esistente.

### Caratteristiche craniche e dentarie
Il cranio è robusto e presenta un rostro corto e massiccio, una regione inter-orbitale stretta, le placche zigomatiche elevate e molto larghe e la bolla timpanica rigonfia. La mandibola è robusta. Gli incisivi sono forti, lisci ed ortodonti, ovvero con le punte rivolte verso il basso. I molari hanno la corona alta.
Sono caratterizzati dalla seguente formula dentaria:

### Aspetto
Il corpo è robusto. La pelliccia è corta, densa e ispida. Le parti dorsali sono grigio scure, mentre le parti ventrali sono grigie, il contrasto lungo i fianchi è graduale. Le orecchie sono piccole, rotonde e ricoperte di corti peli scuri. Gli arti sono corti, le zampe sono potenti e fornite di artigli robusti. Il pollice ha un'unghia appuntita, i palmi sono forniti di cinque piccoli cuscinetti carnosi. Il primo e quinto dito dei piedi sono più corti, le piante hanno sei piccoli cuscinetti carnosi. La coda è lunga circa la metà della testa e del corpo, è uniformemente scura, ricoperta di grosse scaglie rettangolari, ciascuna fornita da cinque a sette peli. Le femmine hanno quattro paia di mammelle ed è presente la cistifellea. Il cariotipo è 2n=44 FN=42.

## Biologia

### Comportamento
È una specie parzialmente fossoria. Passa gran parte del giorno all'interno di gallerie sotterranee eccetto durante la stagione delle piogge quando si sposta sul terreno.

### Alimentazione
Si nutre di radici e artropodi.

### Riproduzione
Femmine gravide con 1-3 embrioni ciascuna sono state catturate a luglio e ottobre.

## Distribuzione e habitat
Questa specie è diffuso negli stati brasiliani centrali di Goiás, Mato Grosso, Rondônia e Amazonas e nella Bolivia settentrionale ed orientale.
Vive nelle praterie tropicali del Cerrado e nelle Pampas tra 60 e 750 metri di altitudine.

## Evoluzione
Resti fossili sono stati rinvenuti in depositi risalenti al tardo Pleistocene nello stato brasiliano di Minas Gerais.

## Conservazione
La IUCN Red List, considerato il vasto areale, sebbene sia stato catturato poche volte, classifica K.tomentosus come specie a rischio minimo (Least Concern).